# テッド・バンディ
セオドア・ロバート・バンディ（Theodore Robert Bundy、1946年11月24日 - 1989年1月24日）は、アメリカの犯罪者、元死刑囚。

## 概要
バンディは、1974年から1978年にかけて、全米でおびただしい数の若い女性を殺害した。被害者の正確な総数はわかっていないが、彼は10年間にわたる否認を続けた後、30人を超える殺人を犯したと自白している。彼は原型的なアメリカのシリアルキラーとして考察される。実際、「シリアルキラー」という表現は彼を表すために考え出されている。IQは124前後と考えられる。バンディの主な殺害方法は撲殺や絞殺であった。少女や若い女性を言葉巧みに誘い、無防備状態にさせてから相手を殴りつけて意識を失わせ、性行為を行う。アナルセックスが気に入りであったとされる。その後殺害し、死体を遠くまで運んで切断し、屍姦を行い、数日後に死体の場所に戻り、切り取った女性の口の中に射精したという。残酷で粗野な殺害方法から、元FBI捜査官ロバート・K・レスラーをして「けだもの」と言わしめた。バンディは、女性を乱暴して殺害することをなんとも思わない、残忍で加虐的な性格の持ち主であった。バンディは反社会性パーソナリティ障害であったと考えられている。残忍な殺人犯という一般的な評価の一方、現地のメディアではしばしば知的でハンサムで愛嬌がある青年であったとも評される。また、日本のメディアにも題材として登場し、ハンサムで頭脳明晰なシリアルキラーとしてショッキングに扱われる。

## 生涯

### 青年期
1946年11月24日、バーモント州バーリントンに私生児として生まれたが、出生時の名前はセオドア・ロバート・カウエル（Theodore Robert Cowell）だった。バンディの母親ルイーズはデパートの店員、血縁上の父親は不明である。バンディと母親は、バンディが9歳になるまで祖父と共にフィラデルフィアで暮らしている。家族によると、祖父は気性が激しく暴力的だったという。私生児という不名誉を隠すため、バンディは祖父母の養子、つまり母親の弟として周囲に触れ込まれていたようである。彼の叔母によると、幼少期のバンディが彼女のベッドの傍らに立ち、笑みを浮かべながらナイフで威嚇してきたと主張していた。
バンディと母親は、母親の叔父が大学で音楽講師として教鞭を取っていたワシントン州タコマに引っ越した。しばらく経った後、母親は教会の会合で出会った退役海軍軍人で病院で料理人として勤めていたジョン・カルペパー・バンディという男性と結婚したため、バンディ姓となった。複数の情報によると、バンディは青年期まで実の母親を姉と考えていた可能性があると言われている。
ウィルソン高校でのバンディは、華々しいというわけではなかったが、メソジスト教会とボーイスカウトの活動に熱心に打ち込む優れた学生であった。一方、伝記『The Only Living Witness』の著者であるスティーブン・ミショーとヒュー・エインスウォースによると、バンディには他人に合わせようとするといった感覚が生まれつき欠如していたと言われている。事実、バンディは著者に対し、「人が他人とコミュニケーションを取ろうとすることの理由が分からなかった」というようなことを述べている。高校時代の大半と大学時代の早期を通してバンディは内気で内向的であった。

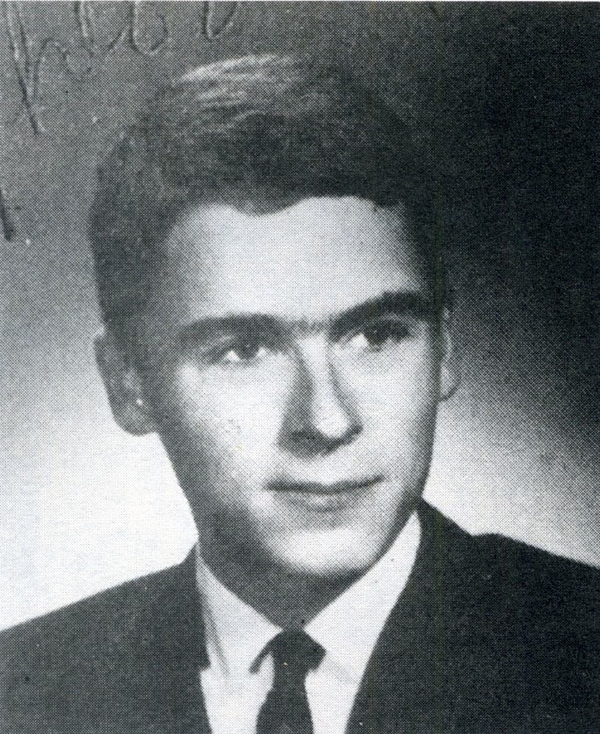
ハイスクール時代のバンディ

バンディは、高校を卒業する前から万引きや窃盗などの犯罪活動に手を染めていた。思春期には覗きなど、倒錯的な性行為に耽っていたとも公言している。また、バンディは自身について、幼年期より性や暴力のイメージに魅了されていた自分自身の一部のことを「実体」と表現し、それをよく隠していたと語った。ただし、「もう一人の自分」については、自身の死刑判決を上告しようとしていた時期の発言である。バンディは残虐な性描写を特徴とするスナッフフィルムのファンであるとも述べていた。
高校卒業後、ピュージェットサウンド大学へ入学したバンディは、心理学を専攻する傍ら自己変革に取り組み、周囲の評価が「ハンサムで頭脳明晰な青年」へと変わる。バンディはマナーを磨き、ファッションセンスを洗練させ、社交的に振舞うようになった。その傍ら、社会的な活動にも目を向け、手始めにワシントン州の共和党員としてワシントン州知事選の選挙活動に参加し、目覚ましい活躍ぶりでたちまち若手党員の中で頭角を現して、「テッドなら将来、州知事や連邦上院議員にもなれるだろう」と称賛された。共和党員としての活動だけでなく、州政府犯罪対策委員会やシアトル自殺救済電話相談室（Seattle suicide crisis center）では、専攻している心理学の知識を活かして犯罪対策に関する政策立案や法案作成の補助やカウンセリングなどのボランティア活動で業績を上げている。この時期、水難事故で溺れた子供を救助して地元警察から表彰されている。自殺救済電話相談室で共にボランティア活動をしていた駆け出しの犯罪記者アン・ルールは、皮肉にも友人の犯罪とは知らずにバンディの犯した犯罪に関する記事を書いている。数年後、ルールはバンディの伝記『テッド・バンディ―「アメリカの模範青年」の血塗られた闇（原題: The Stranger Beside Me）』を書くこととなった。
バンディは大学一年生の時、サンフランシスコの名家出身の女性と交際を始め、彼女を追ってサンフランシスコへ移り、スタンフォード大学にも一時籍を置いたこともあった。しかし、彼女がバンディの未熟な面や覇気のなさに嫌気が差して破局した。前述のバンディの自己変革への取り組みは、この失恋がきっかけとなった。破局から2年が経った頃、バンディは彼女と再び交際したが、婚約をした後、バンディは彼女からの電話に出ず、婚約からわずか2週間後に彼女を捨てた。また、バンディはこの時期に違う女性とも交際をしている。ここから、バンディは3年間にわたる殺人という凶行を犯し始めた。
ルールは、バンディの殺人対象に見られる共通点となった「髪を真ん中で分けた黒髪の若い白人女性」は、交際と破局を繰り返した女性から形成されていると考察している。

### 殺人
バンディ専門家の一部、ルールやキング郡の元刑事ロバート・D・ケッペルなどは、10代前半からバンディは殺人を始めていたかもしれないと考えているものの（バンディが15歳の時、タコマ在住の8歳の女の子が失踪している事に関連付けられて考えられている）、最古の立証された彼の殺人は、バンディが27歳の時である1974年に起きている。
1974年1月4日の夜半過ぎ、ワシントン大学に通う18歳の女子生徒の地下寝室に忍び込み、眠っている彼女をバールにて殴打、ベッドの鉄棒を引っこ抜き、それを使って彼女に性的な暴行を行った。翌朝、彼女は自身の血の海の中、昏睡状態で横たわっている状態で発見された。一命は取り留めたものの、永久的な脳障害を負った。
バンディの次の犠牲者はワシントン大学4年生の女子生徒であった。地下室に忍び込んだバンディは、彼女を気絶するまで殴り、その後ジーンズとシャツを着させてシーツで包み、彼女を運び出した。一年後、彼女はシアトルの東の山中で首を斬られた姿で発見された。
1974年の1月から6月にかけて、ワシントン州の8人の女性をストーキングしては殺害している。7月には凶行も全盛を極め、サマミシュ湖州立公園にて昼間から2人の女性が拉致、殺害されている。バンディは魅力的な顔立ちをしていたが、とりわけて覚えやすい顔立ちでもないという長所を持っていた。後年、「彼はひげや髪型を変えるといった小さな変化だけで、全く姿を変えられるカメレオンのようだ」と言われている。
夏が過ぎ、秋に入った頃にはバンディの犠牲者たちの遺体がサマミッシュ湖周辺の山奥で次々と発見され始めたが、時期を同じくしてバンディはユタ州に移住していた。優秀な成績で大学を卒業した彼はワシントン州知事の推薦状を携えて、ソルトレイクシティにあるユタ大学法科大学院に進学したのである。ここでバンディは10月から殺人を再開した。17歳の女性をレイプし、アナルセックスをし、その後に絞殺している。彼女の遺体は7日後に見つかった。またその後、他の17歳の女性がハロウィンの日に失踪し、約1ヶ月後の感謝祭の日に遺体が見つかっている。
バンディが毒牙に掛ける女性の特徴は決まっており、長髪かつ髪を真ん中で分けたスタイルの良い若い女性ということでほぼ共通していた。

### 第1審そして逃亡
1974年11月4日、ユタ州マリに住む18歳の女性がバンディの手にかかりそうになったところ逃げ出すことに成功した。バンディは警察官を装い、ショッピングモールにいたこの女性に、彼女の車が泥棒に押し入られたと言って近づいた。危惧する女性をモールから連れ出して車を点検させたが、車には何の異常も見られなかった。その後バンディは女性に書類を作るので警察署まで来てくれないかと言い、自分が所有するフォルクスワーゲン・タイプ1に乗せて走り始めた。女性は途中で違和感を感じ、バンディに手錠を掛られそうになったため逃げ出し、地元の警察に経緯を訴えた。
1975年8月16日、バンディはこの女性を誘拐したタイプ1で走行していたところを逮捕された。車は女性を誘拐した車と同一であるとことが確認された。1976年3月1日、1週間にわたる裁判の後、バンディは女性を誘拐した罪で1年から15年にわたるユタ州立刑務所での禁錮刑を受けた。一方、コロラド当局は連続殺人事件を追求していた。
1976年6月7日、殺人事件に関する裁判の準備中、バンディはコロラド州ピトキンにある裁判所へ移送された。休廷中、バンディは裁判所内にある法律図書室に入室を許可されたが、2階の窓から飛び降りて逃亡した。しかし、その際に足首を痛め、結果として逃亡を図ることができず、バンディは1週間後に捕まって刑務所に戻された。
裁判が開始するのを待っていた頃、バンディは再び逃亡した。当時、バンディはコロラド州グレンウッドスプリングスにある刑務所に収監されていたが、どういうわけか弓鋸を所持しており、それを用いて独房の天井に四角い穴を開けていた。1977年12月30日の夜、バンディは穴によじ登り、その後堂々と正門まで歩いていき、車を盗んで逃亡した。

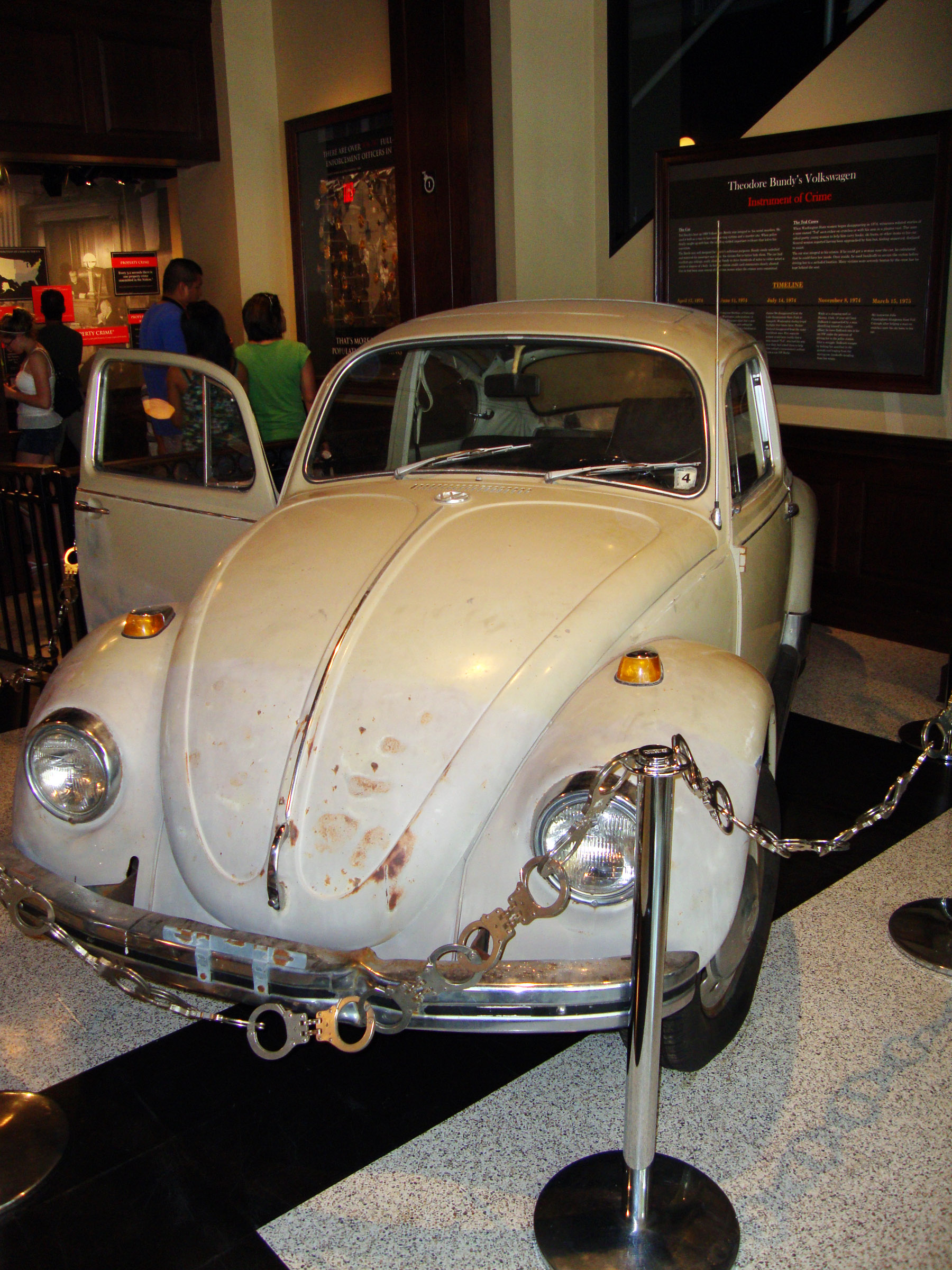
犯行に使われたバンディの車

### フロリダへ
刑務所を訪問した友人が渡した約500ドルで、バンディは片道の航空券を購入。トランス・ワールド航空のデンバー発シカゴ行に乗って逃亡。ミシガン州アナーバー行きのアムトラックの旅客列車に乗車し、その後、車を盗んでアトランタのスラム街で乗り捨てる。そこからフロリダ州タラハッシーまでバスで移動した。タラハッシーではクリス・ヘイゲンという偽名でアパートを借り、ひとまず腰を落ち着ける。1978年1月15日深夜、カイ・オメガ女子寮にて、睡眠中の女生徒を襲い、2人を撲殺し、2人に重傷を負わせる。
1978年2月9日、レークシティーに移動。そこで12歳の少女を誘拐して性的暴行を加えながら、彼女の顔を泥につけて溺死させ、死体を小屋の下に遺棄する。彼女がバンディの最後の被害者となった。その後、1978年2月15日午前1時ペンサコーラにて、彼が乗っていたフォルクスワーゲンが盗難車のナンバーであったことから警官に拘束される。警察での取り調べの際、自分はクリス・ヘイゲンであり不当逮捕だと強硬に主張したが、やがてバンディの身元は判明し、カイ・オメガ女子寮での殺人事件の裁判のためマイアミに移送される。

### 判決そして死刑執行

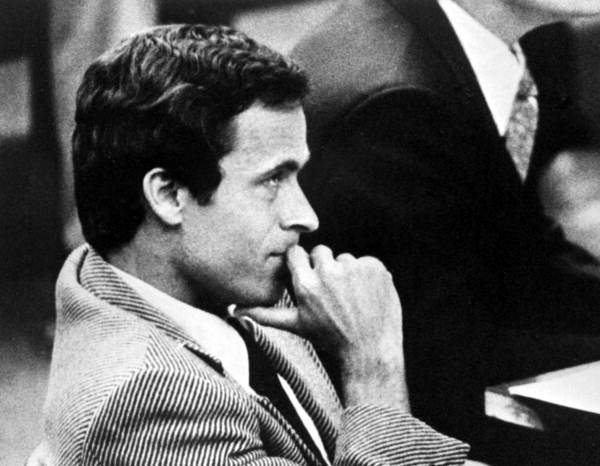
法廷でのバンディ。彼は弁護士を依頼せず、自ら弁論や弁護に立った。

1979年6月25日から7月31日にかけて、バンディの第2審が開かれた。5人の国選弁護人がいるにもかかわらず、バンディは自分で自分の弁護を行った。また、公判中、昔仕事場で同僚だった女性と結婚している（一子をもうけた後、離婚）。また死刑執行までの間、バンディは数百に及ぶファンレターをもらっている。
判決は死刑であった。裁判官は判決の際、以下のことを言った。

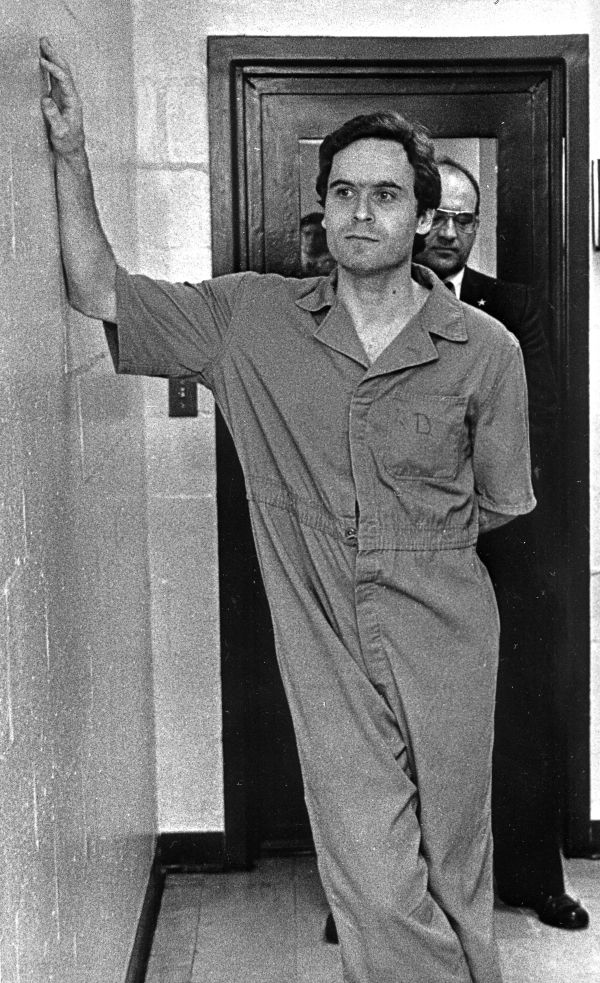
獄中でのバンディ

ロバート・K・レスラーは、フロリダの刑務所にいたバンディに会いに行き、彼と面談を行ったことがある。バンディが有罪となり、上訴請求が棄却されてから、FBIの調査プロジェクトのために、レスラーはバンディとの面談を望んでいたが、あるとき、バンディがレスラーに手紙を出し、面談が実現した。バンディが手紙を送ったのは、FBIの調査資料を入手して自分に科された死刑宣告を覆すためであった。しかし、レスラーは資料の受け渡しを拒否し、バンディが犯した罪にしか興味がないと告げた。するとバンディは、「自分は上訴に勝つ。死刑にはならない」と豪語したという。レスラーの質問をのらりくらりとかわしたり、自分の犯した殺人については3人称を使って話し、「自分がそうした」と、はっきりとは認めなかった。レスラーは、バンディが真実を語ることは決してないと考えたという。
それまで冤罪、無罪を訴えて久しかったが、死刑執行の3～4日前になって、バンディは全てを話すと言い出した。全国から警察官が集まり、バンディの話を聞くことになった。バンディは初めての殺人について曖昧に話し続け、時間がかかりそうなので死刑を延期するよう請願をしてくれれば全部話せると言ってもいる。しかし、それは聞き入れられず、彼はとうとう電気椅子に座ることになった。最終的には自分の罪を認め、その上で「私は暴力の中毒だった」と語り、寂寥感(せきりょうかん 寂しい様子)にあふれた顔を見せた。
1989年1月24日午前7時6分、フロリダにある電気椅子で42歳であったバンディに死刑が執行された。死刑の前にバンディは「最後の食事」の希望を拒み、刑務所伝統の「最後の食事」として、ミディアムレアに焼いたステーキ、半熟卵、ハッシュドブラウン、ジャムとバターを塗ったトースト、牛乳、ジュースが提供されたが、バンディは一口も食べなかった。2000ボルト以上の電圧を2分間にわたり加圧され、午前7時16分に死亡を確認。その翌日、バンディの死刑執行を信じない人間が多数存在していたため、新聞の一面に彼の遺体のカラー写真が大きく掲載されている。なお、この記事のタイトルは「Killer dies with a smile on his face（殺人鬼は微笑みを浮かべ死んだ）」であった。

## 映画
- 『テッド・バンディ 全米史上最高の殺人者』…彼が実際に起こした事件を元に製作されたスリラー映画。電気椅子によって処刑されるまでを描く。2002年作品 ASIN: B0000844EZ
- 『テッド・バンディ』…裁判の過程を中心とした映画。2019年作品

## テレビドラマ
- ダブルフェイス （The Deliberate Stranger、1986年。テッド・バンディ役はマーク・ハーモンが演じた）